# Thiết bị thử nghiệm điện tử
Các thiết bị thử nghiệm điện tử được dùng bởi các kỹ sư điện tử học để thử nghiệm và lắp đặt thiết bị điện tử.

## Thiết bị đo
- Ampe kế (Gavanô kế) đo cường độ dòng điện
- Vôn kế đo hiệu điện thế
- Ôm kế (cầu Wheatstone) đo điện trở
- Vạn năng kế thực hiện các phép đo trên và nhiều chức năng khác
- Phổ kế
- Đầu dò RF
- Tần số kế (frequency meter)
- Dao động kế (oscilloscope)